# 가나자와 마미
가나자와 마미(일본어: 金澤 真美, 1993년 8월 3일 ~ )는 일본의 여자 축구 선수이다.

## 구단 경력
나데시코 리그의 요코하마 FC 시걸스에서 활동했다.

## 국가대표팀 경력
그녀는 2010년 FIFA U-17 여자 월드컵에 참가할 일본 U-17 국가대표팀에 발탁되었으며, 2경기에 출전, 준우승에 기여했다.